# Марта Липиньська
Марта Липиньська (пол. Marta Lipińska) — польська актриса театру, радіо та кіно.

## Біографія
Марта Ліпіньська народилася 14 травня 1940 року в Бориславі (Польща під радянською окупацією). Закінчила середню школу Королеви Ядвіги у Варшаві. Під час навчання вона була помічником Єжеґо (Юрія) Кречмара. У 1962 році закінчила Державну вищу театральну школу у Варшаві (тепер Театральна академія ім. А. Зельверовіча) і отримала ангажемент в Сучасному театрі у Варшаві. Дебютувала на сцені роллю Ірини в спектаклі «Три сестри» Чехова, за яку на фестивалі в Катовицях визнали її нагороду для молодих акторів (1963). Багато років пов'язана з радіо, де брала участь в багато радіопередачах, 1973-2002 разом з Кшиштофом Ковалевським виконувала дуже популярну циклічну радіовиставу. Вона зіграла в багатьох фільмах, першу роль в кіно зіграла ще коли була студенткою.
Будучи ще студенткою театральної школи, вона дебютувала у фільмі в ролі нещасної жертви псевдо-лікаря та самозванця, що прикидався асистента із Станіславом Ружевичем у Głos z tam świata 1962. Потім вона знову з'явилася в Ружевичі у фільмі Пекло і небо (1966). Вона двічі знімалася у фільмах Тадеуша Конвіцького: Сальто (1965) у інтригуючій ролі Хелени та Долини Іси (1982) у ролі Текла Дільбінова з Сурконтува. Широкій аудиторії стали відомі ролі у фільмах та телесеріалах, що є екранізаціями літературних творів. Вона з'явилася, серед інших, як пані Гелена Ставська в серіалі "Лалка" (1977) і як нервова, але сповнена вищих прагнень дружина поміщика в телесеріалі та фільмі "Над Ніємнем" (1986). У ситкомі Miodowe lata (1998–2003) вона зіграла злісну тещу Зофію, маму Аліни. У фільмах за сценарієм Катажини Грохоли - ніколи в житті! (2004), і я вам покажу! (2005) - Марта Ліпіньська та Кшиштоф Ковалевські з'явилися батьками Джудіти.
У програмі Польського радіо III вона виступала як наївна пані Еліза, безнадійно закохана у пана Сулєка (Кшиштоф Ковалевський), у серіалі радіоп’єс Яцека Янкарського, я люблю тебе, пане Сулек (1973–2002).

##### Приватне життя
Першим чоловіком актриси був кінематограф Кшиштоф Віневич. Другий її чоловік, з 1968 року, - актор і театральний режисер Мацей Енглерт. У них є дочка Анна, модельєр, випускник Академії мистецтв та син Міхал, який став кінооператором.